# Bad Wimsbach-Neydharting
Bad Wimsbach-Neydharting är en kommun i Österrike. Den ligger i distriktet Wels-Land i förbundslandet Oberösterreich,  180 kilometer väster om huvudstaden Wien. Huvudort är Wimsbach.
Kommunen består av 13 orter (Ortschaften) (inom parentes invånarantal 1 januari 2024):

- Aigen (35)
- Au (337)
- Bachloh (115)
- Bergham (76)
- Dorfham (41)
- Ellnkam (70)
- Giering (54)
- Haag (99)
- Haidermoos (85)
- Kößlwang (170)
- Neydharting (249)
- Traun (52)
- Wimsbach (1 132)